# Aguas Cándidas
Aguas Cándidas es una localidad, una entidad local menor y un municipio situados en la provincia de Burgos, comunidad autónoma de Castilla y León (España), comarca de La Bureba,  partido judicial de Briviesca, ayuntamiento del mismo nombre.

## Geografía
Pertenecen a este municipio las siguientes tres Entidades Locales Menores: Aguas Cándidas, Quintanaopio y Río Quintanilla.
El 32 % de su término (576,31 hectáreas) queda afectado por la ZEPA Sierra de la Tesla-Valdivielso, donde destacan las siguientes especies:
- Buitre Leonado (Gyps fulvus);
- Aguilucho Pálido (Circus cyaneus);
- Alimoche (Neophron percnopterus);
- Chova Piquirroja (Pyrrhocorax pyrrhocorax).

### Comunicaciones
Cruce de caminos: carreteras locales BU-V-5025 a Hozabejas, BU-V-5026 a Salas y BU-V-5027 a Padrones.

## Historia
Villa, en la cuadrilla de Caderechas, una de las siete en que se dividía la Merindad de Bureba perteneciente al  partido de Bureba. jurisdicción de realengo con regidor pedáneo.
A la caída del Antiguo Régimen queda constituida en ayuntamiento constitucional del mismo nombre, en el partido judicial de Briviesca, región de Castilla la Vieja, contaba entonces con 48 habitantes.

### Descripción en el Diccionario Madoz
Así se describe a Aguas Cándidas en el tomo I del Diccionario geográfico-estadístico-histórico de España y sus posesiones de Ultramar, obra impulsada por Pascual Madoz a mediados del siglo XIX:

AGUAS CÁNDIDAS: villa con ayuntamiento en la provincia, audiencia territorial, capitanía general y diócesis de Burgos (9 leguas), partido judicial de Briviesca (5), administración de rentas de Poza; situada en la ladera de un cerro, cuya cuesta la libra del viento O, los demás la baten con toda libertad, lo que unido al alegre cielo que disfruta y a su dilatado horizonte, constituye su clima saludable, no conociéndose más enfermedades que las estacionales. Forman la población 19 casas de un solo piso y de ordinaria fabricación, esparcidas sin orden de calles. Hay una escuela de instrucción primaria, donde se enseña a leer y escribir a los alumnos de ambos sexos que a ella concurren; una iglesia parroquial dedicada a San Juan, cuya fiesta se celebra el 24 de junio; está servida por un cura párroco de provisión ordinaria. A corta distancia de la villa se encuentra una peña alrededor de la cual, se ven restos que indican haber existido allí una fortificación, conjetura que no deja de encerrar verdad, y se la da el nombre de Castil-viejo. También se encuentran dentro del término muchos manantiales de aguas saludables, de las cuales se surten los vecinos para todos sus usos, y con el sobrante se forma un río, sin nombre, que fertiliza la mayor parte del terreno; a poca distancia de su nacimiento se une con otro que baja de Padrones y con las aguas de ambos, muelen dos molinos de una rueda cada uno; para su tránsito, hay un hermoso puente de piedra de un arco y de buena construcción y solidez. Confina el término por N con Río Quintanilla, por E con Salas de Bureba, por S con Poza y por O con Padrones, extendiéndose por el tercero y cuarto punto una legua y por los demás la mitad. El terreno es quebrado y de regadío la mayor parte; hay un pedazo de monte y algunos prados que crían buenas yerbas de pasto. Los caminos son comunales o de pueblo a pueblo. Producciones: cáñamo, lino, trigo, cebada, legumbres y hortalizas. Población: 15 vecinos, 48 almas. Capital productivo: 233.310 reales; Imponible: 22.303. Contribución: 1.773 reales 14 maravedíes.
Diccionario geográfico-estadístico-histórico de España y sus posesiones de Ultramar

## Demografía
Aguas Cándidas cuenta con una población de 59 habitantes (INE 2024).
| Gráfica de evolución demográfica de Aguas Cándidas entre 1842 y 2021 |
| |
| Población de derecho según los censos de población del INE Población de hecho según los censos de población del INEEntre el censo de 1857 y el anterior, crece el término del municipio porque incorpora a Quintanaopio y Río Quintanilla. |

A partir del censo de 1857 se incluyen los habitantes censados en Quintanaopio y Río Quintanilla:

### Vivienda
El número de viviendas censadas en el año 2000 era de 172, siendo 51 principales, 111 secundarias y 10 vacías.
| Principales |  | Secundarias |  | Desocupadas |  | Otras |  | Alojamientos |  | TOTAL |
| ----------- |  | ----------- |  | ----------- |  | ----- |  | ------------ |  | ----- |
| 51          |  | 111         |  | 10          |  | 0     |  | 0            |  | 172   |
| 29.65 %     |  | 64.53 %     |  | 5.81 %      |  | 0 %   |  | 0 %          |  | 100 % |

## Administración y política
Luis González Saiz (del Partido Popular) es el alcalde de este municipio. Las alcaldías  pedáneas de sus tres Juntas Administrativas correspondieron a: 
- Aguas Cándidas, Javier García Fernández (del Partido Popular)
- Quintanaopio, Ricardo Ruiz Irigoyen (del Partido Popular)
- Río Quintanilla, Lucía Pilar Rodríguez Adrados (del Partido Popular)

## Parroquia
Iglesia católica de San Juan Bautista, dependiente de la parroquia de Poza de la Sal en el Arcipestrazgo de Oca-Tirón, archidiócesis de Burgos.